# Slavče, Brda
Slavče este o localitate din comuna Brda, Slovenia, cu o populație de 28 de locuitori.